# Гітанджалі Рао
Гітанджалі Рао (англ. Gitanjali Rao; нар. 2005) — молода винахідниця з Колорадо, переможниця Discovery Education 3M Young Scientist Challenge, зробила внесок у розв'язання проблеми з нестачею чистої води у світі. У грудні 2020 року журнал «Time» обрав її обрав «Дитиною року».

## Ранні роки
Рао родом з Лоун Трі, Колорадо. Її батьки регулярно водять у музеї. Вони підтримують її допитливість та експерименти. Вона вчиться у STEM школі Хайленд Ранч. Прагне вивчати генетику та епідимологію у Масачусецькому Інституті Технологій. Піднімала питання про гендерну нерівність у зарплатні.
У 2018 році вона виступила на TEDx Talks в Нешвіллі

## Челендж Молодого Науковця
Дивлячись новини Рао почула про кризи води у Флінті. Вона захотіла дослідити шляхи вимірювання вмісту свинцю у воді. У свої 12 років дівчинка винайшла пристрій на основі вуглецевих нанотрубок, які надсилають інформацію через блютуз. Рао співпрацювала із Кейтлін Шафер, дослідницею у 3М. У 2017 році Рао виграла 3М Челендж Молодого Науковця і була нагороджена $25,000 за пристрій Tethys.

## Винахід
Прилад складається з 3 частин: одноразового картриджу, що містить хімічно оброблені вуглецеві нанотрубки і сигнальний процесор з Bluetooth-модулем. Винахід підключається до смартфону через спеціальну програму, яка відображає результати аналізу. Коли картридж опускають в чисту воду, нічого не змінюється, і програма показує, що вода безпечна для вживання. Але коли картридж потрапляє в забруднену воду, відбувається хімічна реакція зі свинцем, яку прилад фіксує, а програма показує, що вода не придатна для пиття. Рао назвала свій винахід Tethys на честь грецької богині прісної води.